# Comitas trailli
Comitas trailli är en snäckart som först beskrevs av Hutton 1873.  Comitas trailli ingår i släktet Comitas och familjen Turridae. Inga underarter finns listade i Catalogue of Life.